# コンスタンス・ド・カスティーユ
コンスタンス・ド・カスティーユ（Constance de Castille, 1136年/1141年? - 1160年10月4日）は、フランス王ルイ7世の2番目の王妃。父はカスティーリャ王アルフォンソ7世、母はバルセロナ伯ラモン・バランゲー3世の娘ベレンゲラ・デ・バルセロナ。スペイン名はコンスタンサ・デ・カスティーリャ（Constanza de Castilla）。

## 生涯
1154年にルイ7世と結婚した。ルイ7世は、最初の妻アリエノール・ダキテーヌと1152年に離婚していた（アリエノールはイングランド王ヘンリー2世と再婚した）。コンスタンスとルイ7世の間には2女が生まれた。
- マルグリット（1158年 - 1197年） - イングランド王ヘンリー2世の息子若ヘンリー王と結婚、のちハンガリー王ベーラ3世と結婚。
- アデライード、アデールまたはアリス（1160年 - 1220年頃） - イングランド王リチャード1世（姉の先夫の弟）と婚約（結婚に至らず）、のちポンチュー伯ギヨーム4世と結婚。

コンスタンスは1160年、次女の出産時に産褥死した。先妻アリエノールにもコンスタンスにも男子が生まれなかったため、ルイ7世はただちに3人目の王妃アデル・ド・シャンパーニュと結婚し、嗣子フィリップを得た。